# Salam (Gebang)
Salam is een bestuurslaag in het regentschap Purworejo van de provincie Midden-Java, Indonesië. Salam telt 633 inwoners (volkstelling 2010).